# Statenverkiezingen Curaçao 2017
Op 28 april 2017 werden in Curaçao verkiezingen gehouden voor de Staten van Curaçao.

## Achtergrond
Op 12 februari 2017 bood het kabinet-Koeiman zijn ontslag aan nadat de statenleden van Pueblo Soberano hun steun aan de regering ingetrokken hadden. Als gevolg hiervan kon de regering niet langer op een meerderheid in de Staten rekenen. De gouverneur van Curaçao, Lucille George-Wout, kondigde hierop een Landsbesluit af, waarbij de Staten ingaande 11 mei 2017 ontbonden werden en nieuwe verkiezingen aangekondigd werden.
Het op 24 maart 2017 geïnstalleerde kabinet-Pisas deed een poging het besluit om verkiezingen te houden ongedaan te maken, maar het besluit daartoe werd door de gouverneur niet bekrachtigd en voor vernietiging voorgedragen bij de Rijksministerraad. Deze constateerde op 31 maart 2017 dat bekrachtiging terecht geweigerd was en besloot een Algemene Maatregel van Rijksbestuur voor spoedadvies aan de Raad van State voor te leggen, om de bevoegdheden die nodig zijn voor het organiseren van deze verkiezingen te beleggen bij de Gouverneur. Nadat het advies van de Raad van State ontvangen was, werd de Algemene Maatregel van Rijksbestuur op 3 april 2017 in het Staatsblad gepubliceerd.
De zittingsperiode van de nieuw gekozen Staten begint op 11 mei 2017.

## Systematiek
De 21 zetels in de Staten worden gekozen door middel van het systeem van evenredige vertegenwoordiging. Om deel te mogen nemen aan de verkiezingen moet een kandidatenlijst worden ondersteund door 1% van het totaal aantal kiezers dat bij de vorige verkiezingen een geldige stem uitbracht, naar boven afgerond. Deze ondersteuningsstemmen kunnen worden uitgebracht op de tweede zaterdag en de tweede zondag volgende op de dag van de kandidaatstelling, tijdens de zogenaamde lijstondersteuning. Deze eis geldt niet voor partijen die bij de laatstgehouden verkiezingen een of meer zetels hebben behaald. Zij mogen automatisch aan de volgende verkiezingen meedoen.

## Lijstondersteuning
Op de dag van de kandidaatstelling bleken zes groeperingen aan de lijstondersteuning te moeten deelnemen. Deze werd gehouden op 18 en 19 maart 2017. Movementu Kousa Promé, Frente Obrero - Partido Aliansa Nobo en Partido Inovashon Nashonal kregen meer dan het minimum van 792 ondersteuningsstemmen en mochten daarom aan de verkiezingen deelnemen.

## Deelnemende partijen
De kandidatenlijsten en de lijstnummering werden op 6 april 2017 gepubliceerd door het Hoofdstembureau Curaçao.
| Lijst | Partij | Partij                             | Afkorting | Ideologie                              | Lijsttrekker           |
| ----- | ------ | ---------------------------------- | --------- | -------------------------------------- | ---------------------- |
| 1     |        | Kòrsou di Nos Tur                  | KdNT      | Populisme                              | Miro Amparo dos Santos |
| 2     |        | Un Kòrsou Hustu                    | UKH       |                                        | Omayra Leeflang        |
| 3     |        | Partido Inovashon Nashonal         | PIN       |                                        | Suzy Camelia-Römer     |
| 4     |        | Partido Alternativa Real           | PAR       | Liberalisme                            | Eugene Rhuggenaath     |
| 5     |        | Partido MAN                        | MAN       | Sociaaldemocratie                      | Hensley Koeiman        |
| 6     |        | Partido Nashonal di Pueblo         | PNP       | Christendemocratie                     | Humphrey Davelaar      |
| 7     |        | Frente Obrero-Partido Aliansa Nobo | FOL-PAN   | Populisme Socialisme Linksnationalisme | Amado Rojer            |
| 8     |        | Movementu Futuro Kòrsou            | MFK       | Populisme Nationalisme Soevereinisme   | Gerrit Schotte         |
| 9     |        | Pueblo Soberano                    | PS        | Separatisme Linksnationalisme          | Jaime Córdoba          |
| 10    |        | Movementu Kousa Promé              | MKP       |                                        | René Rosalia           |
| 11    |        | Movementu Progresivo               | MP        |                                        | Marilyn Moses          |

## Verkiezingsuitslag
De definitieve uitslag werd op 3 mei 2017 gepubliceerd door het Hoofdstembureau Curaçao.

### Opkomst
|                   | 2016    | 2016      | 2017    | 2017  |
| # stemmen         | %       | # stemmen | %       |       |
| ----------------- | ------- | --------- | ------- | ----- |
| Kiesgerechtigden  | 120.456 |           | 120.430 |       |
| Niet opgekomen    | 40.033  | 33,23     | 40.462  | 33,60 |
| Opkomst           | 80.423  | 66,77     | 79.968  | 66,40 |
| Blanco stemmen    | 257     | 0,32      | 115     | 0,14  |
| Ongeldige stemmen | 1.046   | 1,30      | 1.023   | 1,28  |
| Geldige stemmen   | 79.120  | 98,38     | 78.830  | 98,58 |

### Stemmen en zetelverdeling
| Partij                     | 2016      | 2016  | 2016   | 2017      | 2017  | 2017   | verschil | verschil |
| Partij                     | # stemmen | %     | zetels | # stemmen | %     | zetels | %        | zetels   |
| -------------------------- | --------- | ----- | ------ | --------- | ----- | ------ | -------- | -------- |
| PAR                        | 11.949    | 15,10 | 4      | 18.368    | 23,30 | 6      | +8,20    | +2       |
| Partido MAN                | 12.839    | 16,23 | 4      | 16.070    | 20,39 | 5      | +4,16    | +1       |
| M.F.K.                     | 12.671    | 16,01 | 4      | 15.706    | 19,92 | 5      | +3,91    | +1       |
| Kòrsou di Nos Tur          | 8.254     | 10,43 | 3      | 7.439     | 9,44  | 2      | -0,99    | -1       |
| Partido Inovashon Nashonal | -         | -     | -      | 4.200     | 5,33  | 1      | +5,33    | +1       |
| Pueblo Soberano            | 5.323     | 6,73  | 2      | 4.028     | 5,11  | 1      | -1,62    | -1       |
| Movementu Progresivo       | 4.140     | 5,23  | 1      | 3.880     | 4,92  | 1      | -0,31    | 0        |
| Hustu                      | 4.845     | 6,12  | 1      | 3.206     | 4,07  | 0      | -2,05    | -1       |
| Partido Nashonal di Pueblo | 7.017     | 8,87  | 2      | 3.099     | 3,93  | 0      | -4,94    | -2       |
| Kousa Promé                | 1.867     | 2,36  | 0      | 1.975     | 2,51  | 0      | +0,15    | 0        |
| Frente Obrero-PAN          | -         | -     | -      | 859       | 1,09  | 0      | +1,09    | 0        |
| overige partijen in 2016   | 10.215    | 12,91 | 0      | -         | -     | -      | -12,91   | 0        |
| Totaal                     | 79.120    | 100   | 21     | 78.830    | 100   | 21     |          | 0        |

## (In)formatie
Na de verkiezingen begon de kabinetsformatie.